# 布隆贝格 (下萨克森州)
布隆贝格（德語：Blomberg，發音：[ˈblɔmbɛʁk] ⓘ）是德国下萨克森州维特蒙德县的市镇，面积12.8平方千米，2023年12月31日人口为1,885人。